# تشوتشو (جمهورية الصين الشعبية)
تشوتشو (بالصينية: 株洲市 )‏ هي مدينة على مستوى محافظة، في جمهورية الصين الشعبية، تتبع خونان، تبلغ مساحتها 11,272 كيلومتر مربع، رمزها البريدي هو 412000.

## مدن توأم
المدن التوأم:
- إيرد
- فريدريكشتاد
- نها ترانج
- بيترماريتزبرغ
- بوتشون
- سومقاييت.

## التقسيمات الإدارية
- Hetang, Zhuzhou [الإنجليزية]‏
- Lusong, Zhuzhou [الإنجليزية]‏
- Shifeng, Zhuzhou [الإنجليزية]‏
- Tianyuan, Zhuzhou [الإنجليزية]‏
- Lukou, Zhuzhou [الإنجليزية]‏
- You County [الإنجليزية]‏
- Chaling County [الإنجليزية]‏
- Yanling County, Hunan [الإنجليزية]‏
- ليلينغ  [لغات أخرى]‏.